# Jamie Draven
Jamie Draven, nacido como Jamie Donnelly (Wythenshawe, Inglaterra; 14 de mayo de 1979), es un actor inglés de cine y televisión, conocido por su interpretación de Tony —el hermano mayor de Billy— en Billy Elliot y como Jamie Dow en la serie de televisión Ultimate Force.

## Biografía
Nacido en el distrito de Wythenshawe, al sur de Mánchester, es el más joven de tres hermanos —su madre Kath y sus otros hijos son John y Jason—. En sus primeros años pensó en ser futbolista, pero dirigió su atención a la actuación a los 16 años de edad. Posteriormente se trasladó a Londres para cumplir sus ambiciones de actuar, aunque no tenía formación teatral.
Cambió su nombre a  Jamie Draven cuando tenía 19 años de edad.

## Filmografía
| - Everybody Loves Sunshine, como Geeg (1999) - Billy Elliot, como Tony Elliot (2000) - Jetsam, como Kemp (2007) - Badland, como Jerry Rice (2007) - Supervivencia, como Desconocido (2010) - The Bill (1998), 1 episodio - Always and Everyone (2000), 1 episodio - Messiah (2001) - Ultimate Force (2002-2003) - Watermelon (2003) - Fe (2003) - Beneath the Skin (2005) - Mobile (2007) |